# Circondario di Bergamo
Il circondario di Bergamo era uno dei circondari in cui era suddivisa l'omonima provincia.

## Storia
In seguito all'annessione della Lombardia dal Regno Lombardo-Veneto al Regno di Sardegna (1859), fu emanato il decreto Rattazzi, che riorganizzava la struttura amministrativa del Regno, suddiviso in province, a loro volta suddivise in circondari. Il circondario di Bergamo fu creato come suddivisione della provincia di Bergamo.
Con l'Unità d'Italia (1861) la suddivisione in province e circondari fu estesa all'intera Penisola, lasciando invariate le suddivisioni stabilite dal decreto Rattazzi.
Nel 1889 il territorio circondariale fu ampliato con l'inclusione della frazione di Crespi, sino ad allora appartenuta al comune di Canonica d'Adda nel circondario di Treviglio, nel comune di Capriate d'Adda.
Nel 1897 vennero assegnati al circondario di Bergamo (mandamento di Trescore) i comuni di Bagnatica e Brusaporto, fino ad allora parte del circondario di Treviglio.
Il circondario di Bergamo fu abolito, come tutti i circondari italiani, nel 1927, nell'ambito della riorganizzazione della struttura statale voluta dal regime fascista. Tutti i comuni che lo componevano rimasero in provincia di Bergamo.

## Suddivisione
Nel 1863, la composizione del circondario era la seguente:
- mandamento I di Bergamo (città alta)
- mandamento II di Bergamo (città bassa)
- mandamento III di Bergamo
  - comuni di Albegno; Almè; Azzano San Paolo; Breno al Brembo; Bruntino; Colognola del Piano; Curnasco; Curno; Gorle; Grumello del Piano; Lallio; Mozzo; Orio al Serio; Ossanesga; Palladine; Pedrengo; Ponteranica; Ranica; Redona; Rosciate; Scano al Brembo; Scanzo; Seriate; Sforzatica; Sorisole; Stezzano; Torre Boldone; Treviolo; Valtezze; Villa di Serio
- mandamento IV di Almenno San Salvatore
  - comuni di Almenno San Bartolomeo; Almenno San Salvatore; Barzana; Bedulita; Berbenno; Brumano; Capizzone; Cepino; Clenesso; Corna; Costa; Fuipiano d'Almenno; Locatello; Mazzoleni e Falghera; Palazzago; Roncola; Rota Dentro; Rota Fuori; Selino; Strozza; Valsecca; Villa d'Almè
- mandamento V di Alzano Maggiore
  - comuni di Albino; Alzano di Sopra; Alzano di Sotto; Aviatico; Bondo Petello; Desenzano al Serio; Nembro; Nese; Pradalunga; Selvino; Vall'Alta
- mandamento VI di Piazza Brembana
  - comuni di Averara; Baresi; Bordogna; Branzi; Camerata Cornello; Carona; Cassiglio; Cusio; Fondra; Foppolo; Lenna; Mezzoldo; Moio dei Calvi; Olmo al Brembo; Ornica; Piazza Brembana; Piazzatorre; Piazzolo; Ronco Bello; Santa Brigida; Trabucchello; Valleve; Valnegra; Valtorta
- mandamento VII di Ponte San Pietro
  - comuni di Ambivere; Bonate di Sopra; Bonate di Sotto; Bottanucco; Brembate di Sopra; Brembate di Sotto; Calusco; Capriate d'Adda; Carvico; Chignolo; Filago; Grignano; Locate Bergamasco; Madone; Mapello; Marne; Medolago; Ponte San Pietro; Presezzo; San Gervasio d'Adda; Solza; Sotto il Monte; Suisio; Terno
- mandamento VIII di Caprino
  - comuni di Calolzio; Caprino; Carenno; Cisano Bergamasco; Corte; Erve; Lorentino; Monte Marenzo; Pontida; Rossino; Sant'Antonio d'Adda; Torre de' Busi; Vercurago; Villa d'Adda
- mandamento IX di Sarnico
  - comuni di Adrara San Martino; Adrara San Rocco; Caleppio; Credaro; Foresto Sparso; Gandozzo; Grumello del Monte; Parzanica; Predore; Sarnico; Tagliuno; Tavernola Bergamasca; Telgate; Viadanica; Vigolo; Villongo Sant'Alessandro; Villongo San Filastro
- mandamento X di Trescorre
  - comuni di Albano Sant'Alessandro; Berzo; Bolgare; Borgo di Terzo; Buzzone San Paolo; Carobbio; Cenate di Sopra; Cenate di Sotto; Chiuduno; Costa di Mezzate; Entratico; Gaverina; Gorlago; Grone; Luzzana; Molini di Colognola; Mologno; Monticelli di Borgogna; Santo Stefano del Monte degli Angioli; Torre de' Roveri; Trescorre; Vigano San Martino; Zandobbio
- mandamento XI di Zogno
  - comuni di Blello; Bracca; Brembilla; Cornalba; Costa di Serina; Dossena; Endenna; Frerola; Fuipiano di Zogno; Gerosa; Grumello de' Zanchi; Oltre il Colle; Piazzo Alto; Piazzo Basso; Poscante; Rigosa; San Gallo; San Giovanni Bianco; San Pellegrino; San Pietro d'Orzio; Sedrina; Serina; Somendenna; Spino sul Brembo; Stabello; Taleggio; Vedeseta; Zogno